# 4760 Jia-xiang
4760 Jia-xiang је астероид главног астероидног појаса чија средња удаљеност од Сунца износи 2,325 астрономских јединица (АЈ).
Апсолутна магнитуда астероида је 13,7.